# Metaphryniscus sosai
Metaphryniscus sosai är en groddjursart som beskrevs av Señaris, Ayarzagüena och Stefan Gorzula 1994. Metaphryniscus sosai ingår i släktet Metaphryniscus och familjen paddor. IUCN kategoriserar arten globalt som sårbar. Inga underarter finns listade i Catalogue of Life.